# Radnorshire
Radnorshire (wal. Sir Faesyfed) – hrabstwo historyczne w środkowej Walii (Wielka Brytania), położone przy granicy z Anglią.
Hrabstwo ustanowione zostało w 1536 roku, na mocy ustawy parlamentu angielskiego, która uczyniła Walię integralną częścią Królestwa Anglii. Wcześniej obszar ten administrowany był jako część tzw. Marchii Walijskich. Pierwotną stolicą hrabstwa było New Radnor; w 1833 roku przeniesiono ją do Presteigne. Hrabstwo istniało do 1974 roku, kiedy zastąpione zostało przez dystrykt o tej samej nazwie, włączony do nowo utworzonego hrabstwa Powys. Dystrykt zlikwidowany został podczas reformy administracyjnej w 1996 roku.
Było to jedno z najmniejszych hrabstw pod względem powierzchni, w 1961 roku zajmujące 1219 km² (5,9% powierzchni Walii), a najmniejsze pod względem liczby ludności. W 1801 roku zamieszkane było przez 19 429 osób (3,2% całkowitej ludności Walii), w 1851 roku – 25 434 (2,1%), w 1901 roku – 23 281 (1,1%); w 1951 roku – 19 993 (0,8%). W 2011 roku obszar dawnego hrabstwa zamieszkany był przez 25 821 osób.
Ludność uległa wczesnej anglicyzacji. W 1901 roku językiem walijskim posługiwało się jedynie 6,2% mieszkańców. W 1991 roku odsetek ten wzrósł do 8,3%.
Radnorshire było hrabstwem śródlądowym, cechowało się górzystym krajobrazem. Przez jego zachodnią część przebiegało pasmo Gór Kambryjskich. Najwyższym szczytem hrabstwa był Great Rhos (660 m n.p.m.), znajdujący się w masywie górskim Radnor Forest. Głównymi rzekami przepływającymi przez teren hrabstwa były Wye, Elan, Ithon i Teme. Na znacznych obszarach prowadzony był wypas owiec i innych zwierząt, w tym walijskich kuców górskich. Począwszy od XIX wieku rozwinęła się turystyka, za sprawą eksploatowanych tu źródeł mineralnych (najbardziej znaczącym uzdrowiskiem było Llandrindod Wells). W latach 1892–1906 w dolinie rzeki Elan utworzone zostały zbiorniki retencyjne, wykorzystywane jako źródło wody pitnej dla miast w angielskim regionie West Midlands, obecnie również cenione ze względu na walory turystyczne (określane bywają mianem „walijskiej Krainy Jezior”).
Głównymi miejscowościami hrabstwa były Aberedw, Knighton, Knucklas, Llandrindod Wells, Llanelwedd, New Radnor, Painscastle, Presteigne i Rhayader.
Do lokalnych zabytków należą pozostałości Wału Offy oraz ruiny XII-wiecznego opactwa cysterskiego Cwmhir Abbey.